# ستارگان ثابت

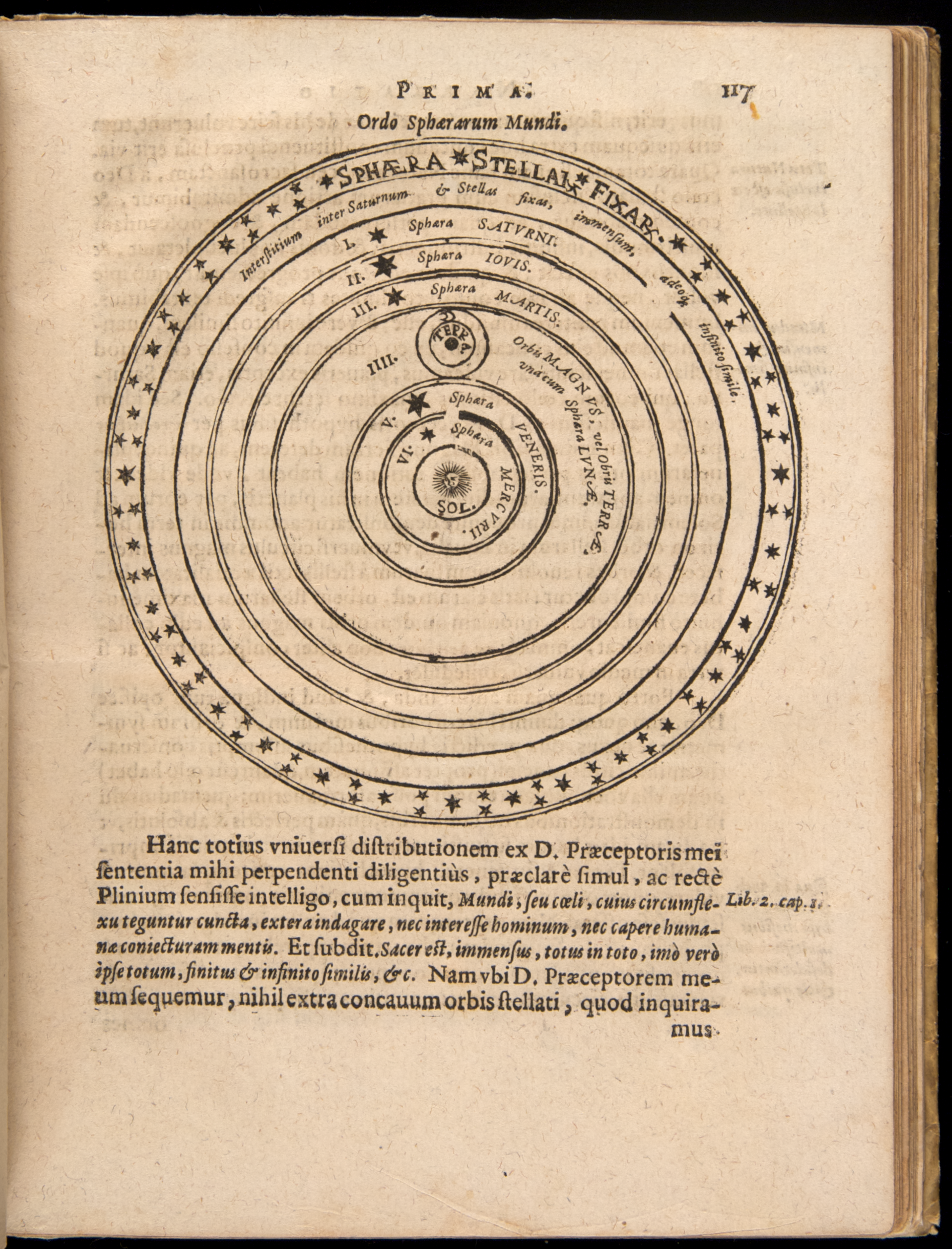
تصویر کپلر از منظومه سیاره ای. کپلر یوهانس در کتاب رمز و راز های کیهان شناسی ، 1596. تصویر خورشید مرکزی کپلر از کیهان ، شامل کره ای از ستارگان ثابت. با مجوز مجموعه های تاریخ علم دانشگاه اوکلاهاما به اشتراک گذاشته شده است.

ستارگان ثابت اجرام آسمانی هستند که به نظر می‌رسد نسبت به سایر ستارگان در آسمان شب حرکتی ندارند، بنابراین ستارگان ثابت شامل همه ستاره‌ها به جز خورشید می‌شوند. یک سحابی یا سایر اجرام ستاره‌مانند را نیز می‌توان ستاره ثابت خواند. در اخترشناسی یونان باستان، چنین پنداشته‌می‌شد که ستارگان بر روی یک کره آسمانی یا گنبد آسمانی بزرگ قرار گرفته‌اند که روزی یکبار به دور زمین می‌گردد.